# Konstantios (Mitkaiser des Thomas)
Konstantios (mittelgriechisch Κωνστάντιος; † 821 in Kleinasien) war Adoptivsohn und Mitregent des byzantinischen Gegenkaisers Thomas des Slawen.

## Leben
Nachdem Kaiser Leo V. im Dezember 820 auf Veranlassung des Generals Michael ermordet worden war, rebellierte Thomas gegen den neuen Machthaber in Konstantinopel und ließ sich in Kleinasien mit Rückendeckung des Kalifen Al-Ma'mun ebenfalls zum Kaiser krönen. Bei dieser Gelegenheit oder kurz danach wurde einer seiner Heerführer von ihm unter dem Namen Konstantios adoptiert und höchstwahrscheinlich zum Mitkaiser erhoben. In der Prosopographie der mittelbyzantinischen Zeit wird vermutet, dass Thomas auf diese Weise die Legitimität seiner Ansprüche auf eine breitere Basis stellen wollte.
Konstantios sollte Thomas bei dessen Vormarsch auf Konstantinopel mit einer starken Heeresabteilung in Kleinasien den Rücken freihalten und die Themen Armeniakon und Opsikion, die noch zu Michael II. standen, unterwerfen. Er erlitt jedoch 821 gegen Olbianos, den Strategos von Armeniakon, eine schwere Niederlage und fand durch Enthauptung den Tod. An seiner Stelle adoptierte Thomas nunmehr einen gewissen Anastasios als Mitregenten.